# Murol
Ne doit pas être confondu avec Murols.
Murol est une commune française située dans le département du Puy-de-Dôme, en région Auvergne-Rhône-Alpes.

## Géographie

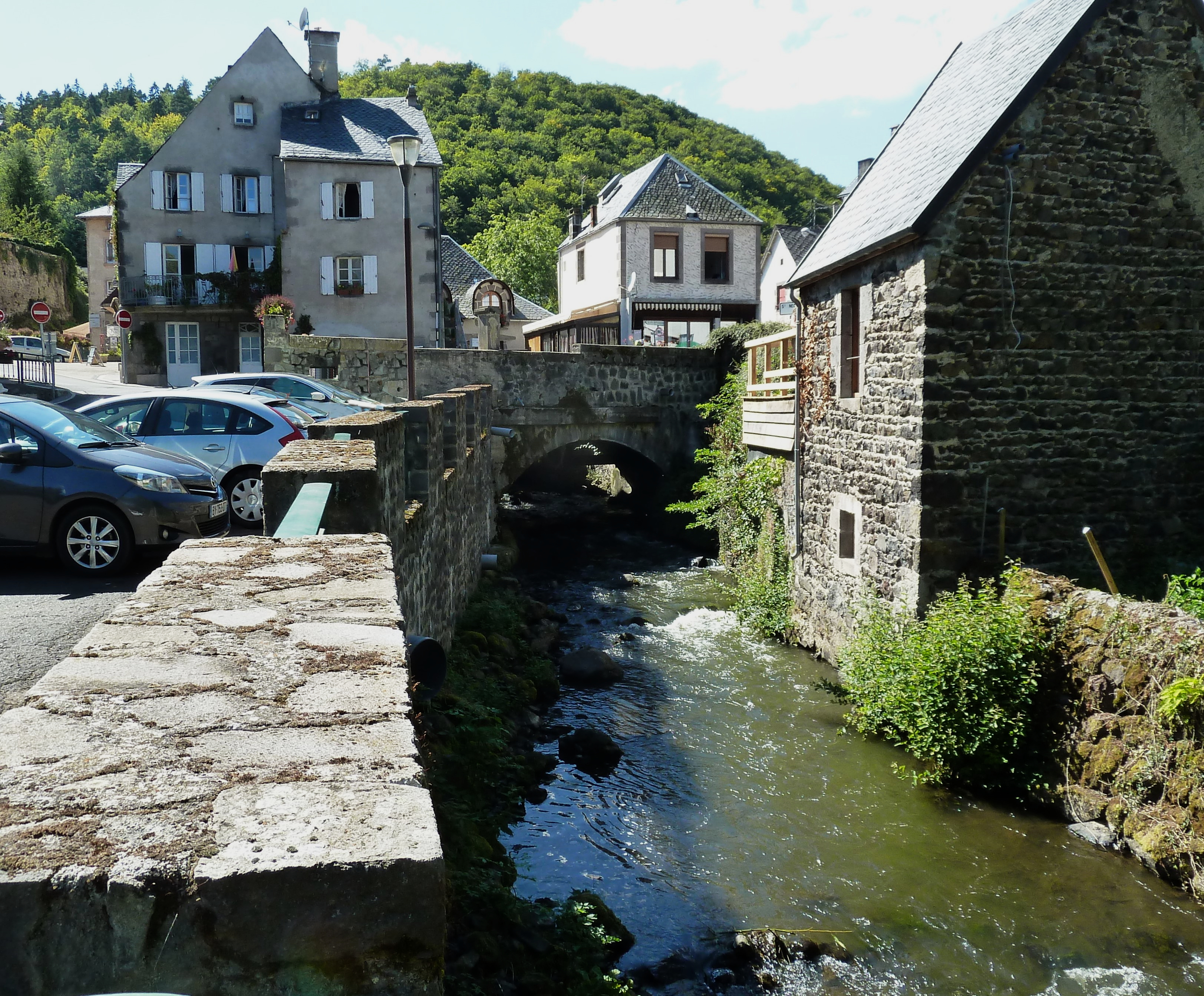
La Couze Chambon à Murol.

Dans le sud du département du Puy-de-Dôme, la commune de Murol est traversée par la Couze Chambon (affluent de l'Allier) et son affluent le Fredet. Au sud-ouest, la partie orientale du lac Chambon fait partie du territoire communal.
L'altitude minimale, 785 mètres, se trouve à l'est, au lieu-dit les Chazeaux, là où la Couze Chambon quitte le territoire communal et entre sur celui de Saint-Nectaire. L'altitude maximale avec 1 500 mètres est localisée au nord-ouest, sur les pentes nord du puy de la Croix-Morand, en limite de la commune de Chambon-sur-Lac.
Établi le long de la Couze Chambon et à l'intersection des routes départementales 5 et 996, le village de Murol se situe en distances orthodromiques, sept kilomètres au nord de Besse-en-Chandesse et seize kilomètres à l'est de La Bourboule.
Le sentier de grande randonnée GR 30 traverse le territoire communal en deux tronçons, du nord-est à l'ouest puis du sud-ouest au sud, sur plus de six kilomètres.

### Communes limitrophes
Cinq communes sont limitrophes de Murol :
| Saulzet-le-Froid | Le Vernet-Sainte-Marguerite |                |
| Chambon-sur-Lac  | Murol                       | Saint-Nectaire |
|                  | Saint-Victor-la-Rivière     |                |

### Transports
Murol est traversée par la route départementale 996, liaison reliant Le Mont-Dore à Issoire.
La route départementale 5 permet un raccordement à Clermont-Ferrand au nord et à Besse-et-Saint-Anastaise au sud. Il existe une RD 5a, desservant le village de Chautignat, au nord, et une RD 5b, traversant le centre-ville.
Le territoire communal est également desservi par les routes départementales 146 (vers Sapchat, hameau de Saint-Nectaire, et Saint-Diéry), 146a (rue de Groire, en centre-ville), 617 et 617a (vers Beaune-le-Froid), 618 (vers Jassat, lieu-dit de Saint-Victor-la-Rivière) et 996b (plage du lac Chambon).

### Climat
Pour des articles plus généraux, voir Climat d'Auvergne-Rhône-Alpes et Climat du Puy-de-Dôme.
En 2010, le climat de la commune est de type climat de montagne, selon une étude du Centre national de la recherche scientifique s'appuyant sur une série de données couvrant la période 1971-2000. En 2020, Météo-France publie une typologie des climats de la France métropolitaine dans laquelle la commune est exposée à un climat de montagne ou de marges de montagne et est dans une zone de transition entre les régions climatiques « Ouest et nord-ouest du Massif Central » et « Nord-est du Massif Central ».
Pour la période 1971-2000, la température annuelle moyenne est de 8,7 °C, avec une amplitude thermique annuelle de 15,6 °C. Le cumul annuel moyen de précipitations est de 1 053 mm, avec 10,6 jours de précipitations en janvier et 8,2 jours en juillet. Pour la période 1991-2020, la température moyenne annuelle observée sur la station météorologique de Météo-France la plus proche, « Le Mont-Dore Bg », sur la commune de Mont-Dore à 10 km à vol d'oiseau, est de 8,2 °C et le cumul annuel moyen de précipitations est de 1 783,3 mm,. Pour l'avenir, les paramètres climatiques de la commune estimés pour 2050 selon différents scénarios d'émission de gaz à effet de serre sont consultables sur un site dédié publié par Météo-France en novembre 2022.

## Urbanisme

### Typologie
Au 1er janvier 2024, Murol est catégorisée commune rurale à habitat dispersé, selon la nouvelle grille communale de densité à sept niveaux définie par l'Insee en 2022.
Elle est située hors unité urbaine et hors attraction des villes,.

### Occupation des sols
L'occupation des sols de la commune, telle qu'elle ressort de la base de données européenne d’occupation biophysique des sols Corine Land Cover (CLC), est marquée par l'importance des territoires agricoles (51,7 % en 2018), en diminution par rapport à 1990 (59 %). La répartition détaillée en 2018 est la suivante : prairies (47,1 %), milieux à végétation arbustive et/ou herbacée (20,8 %), forêts (19,1 %), zones urbanisées (5,4 %), zones agricoles hétérogènes (4,5 %), espaces verts artificialisés, non agricoles (2,2 %), eaux continentales (0,8 %). L'évolution de l’occupation des sols de la commune et de ses infrastructures peut être observée sur les différentes représentations cartographiques du territoire : la carte de Cassini (XVIIIe siècle), la carte d'état-major (1820-1866) et les cartes ou photos aériennes de l'IGN pour la période actuelle (1950 à aujourd'hui).

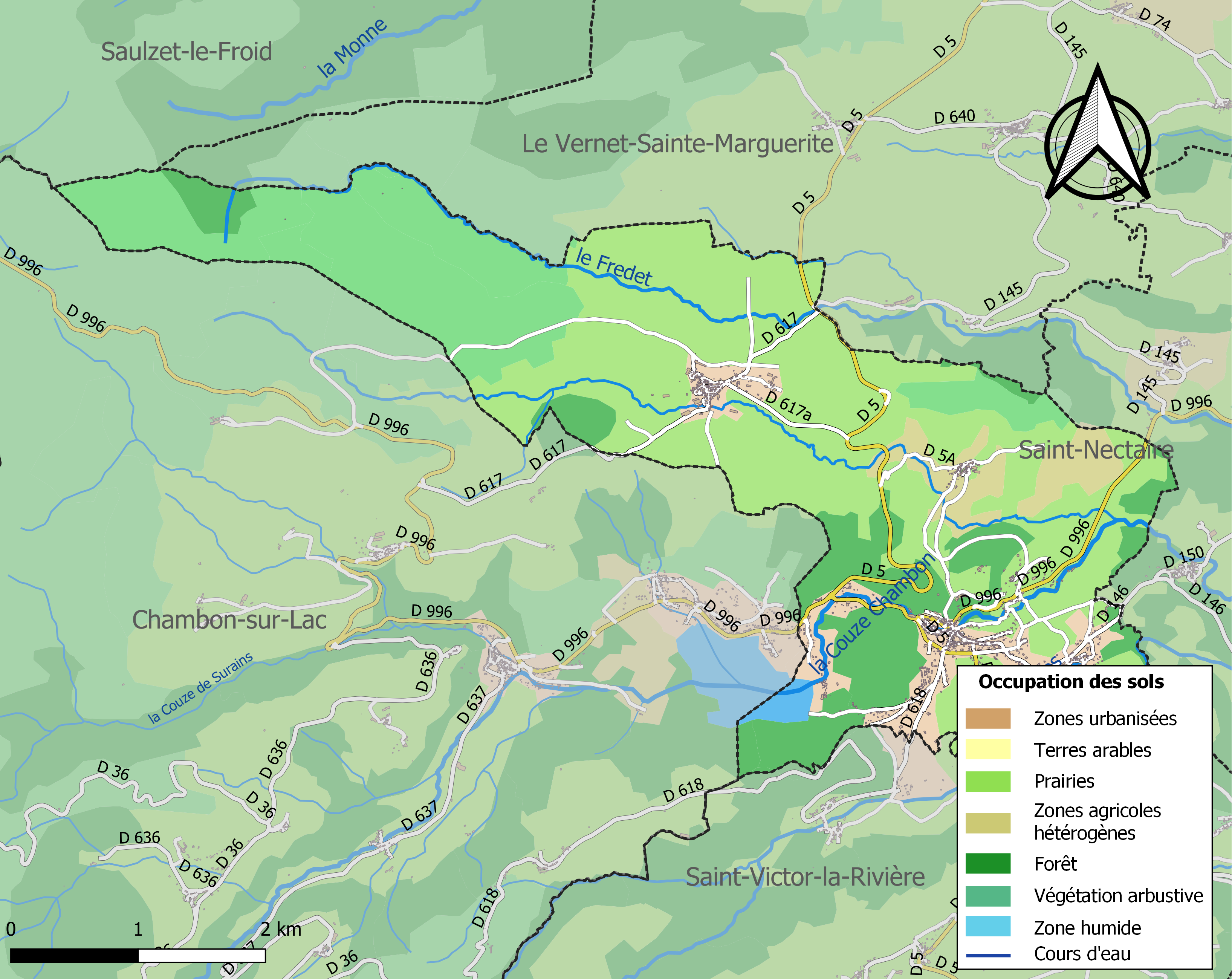
Carte des infrastructures et de l'occupation des sols de la commune en 2018 (CLC).

## Toponymie
En 1189, la forme "Morou" est attesté dans le cartulaire d'Aureil pour un Guillaume devenu chanoine dans ce prioré.
Attestée sous la forme Murol en 1373. Le toponyme provient du terme occitan Murol qui signifie enceinte et désigne plus généralement une fortification. Celui-ci est lui même un diminutif de l'ancien occitan Mur, au sens de « murailles qui protègent une ville, un château », « Le petit rempart » ou « la petite place-forte », qui deviendra le Château de Murol.
Une autre hypothèse évoquée est que le toponyme pourrait venir du nom du castrum Meroliencense évoqué au VIe siècle par Grégoire de Tours. Ce castrum a subi le siège du roi franc Thierry Ier et serait peut-être l'origine du château actuel.

## Histoire
Le site est occupé depuis l'époque gauloise. Le château de Murol est construit au XIIIe siècle. Au début du XXe siècle, de nombreux artistes peintres s'installent sur place et constituent l'École de Murol, de style impressionniste.
En 1189, un Guillaume de Murol est Chanoine a Aureil (Haute-Vienne)
Après 1348, un autre Guillaume de Murol, écrit un journal qui fut traduit du latin et édité par Pierre Charbonnier en 1973, qui renseigne sur la vie de l'époque d'un chevalier de la petite noblesse de l'époque.
Aux alentours de 1830, un « s » est ajouté au nom du village qui devient alors Murols. Ce « s » sera supprimé en 1953 par le Conseil d'État.

## Politique et administration

### Découpage territorial
La commune de Murol est membre de la communauté de communes du Massif du Sancy, un établissement public de coopération intercommunale (EPCI) à fiscalité propre créé le 10 décembre 1999 dont le siège est au Mont-Dore. Ce dernier est par ailleurs membre d'autres groupements intercommunaux.
Dès 1790, la commune de Murol (orthographiée Murols dans un premier temps) a été rattachée au canton de Murols qui dépendait du district de Besse jusqu'en 1795, date de suppression des districts. Lorsque ce canton est supprimé par la loi du 8 pluviôse an IX (28 janvier 1801) portant sur la « réduction du nombre de justices de paix », la commune est rattachée au canton de Besse (devenu canton de Besse-en-Chandesse en 1961, puis renommé en canton de Besse-et-Saint-Anastaise en 1973) dépendant de l'arrondissement d'Issoire.
Dans le cadre de la réforme de 2014 définie par le décret du 21 février 2014, ce canton disparaît aux élections départementales de mars 2015. La commune est alors rattachée au canton du Sancy, dont le bureau centralisateur est fixé à La Bourboule, pour l'élection des conseillers départementaux. Elle dépend aussi de la troisième circonscription du Puy-de-Dôme pour les élections législatives, depuis le dernier découpage électoral de 2010.

### Élections municipales et communautaires

#### Élections de 2020
Le conseil municipal de Murol, commune de moins de 1 000 habitants, est élu au scrutin majoritaire plurinominal à deux tours avec candidatures isolées ou groupées et possibilité de panachage. Compte tenu de la population communale, le nombre de sièges à pourvoir lors des élections municipales de 2020 est de 15. La totalité des quinze candidats est élue dès le premier tour, le 15 mars 2020, avec un taux de participation de 55,92 %.

#### Chronologie des maires

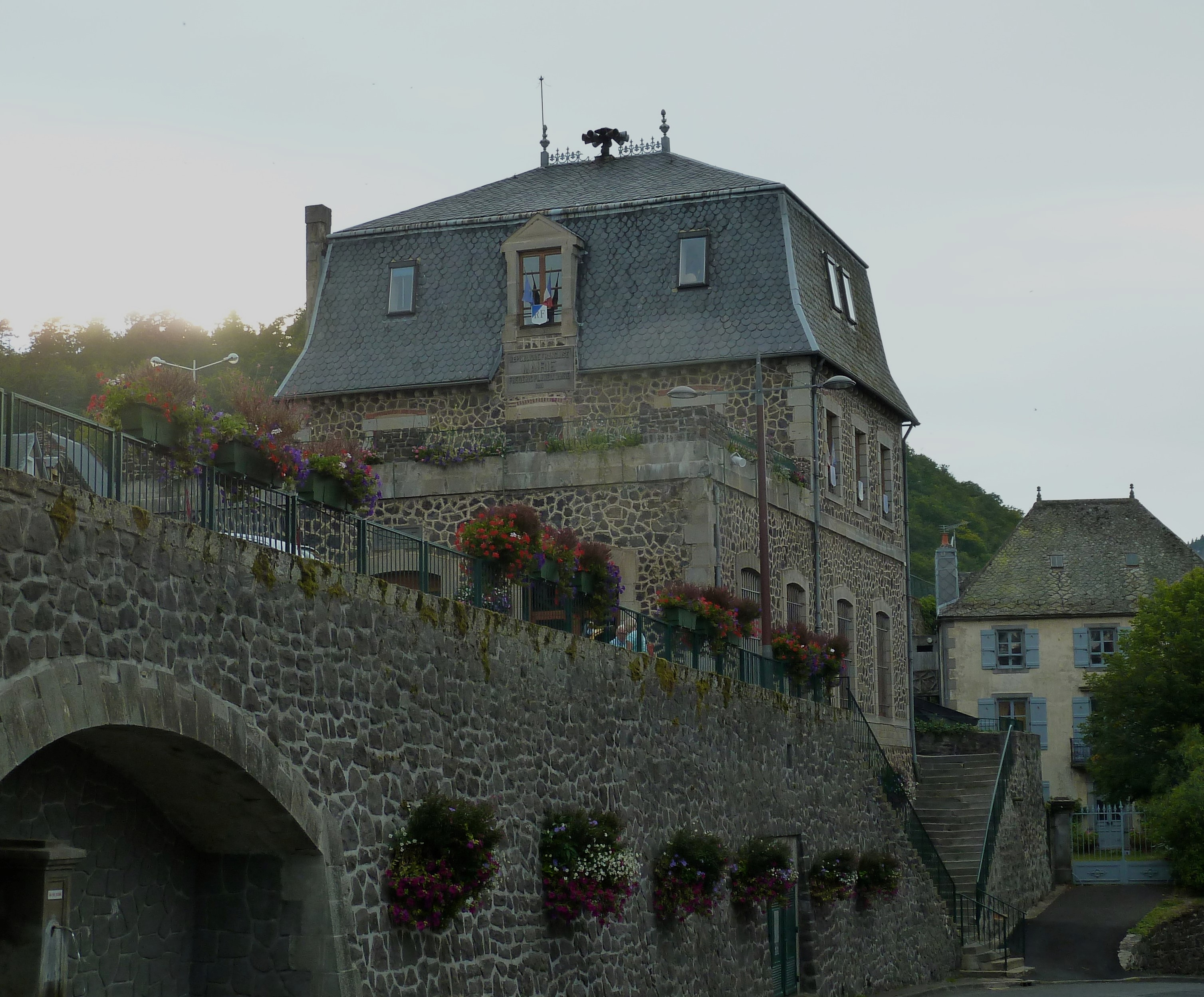
La mairie.

| Période                                  | Période                       | Identité             | Étiquette | Qualité |
| ---------------------------------------- | ----------------------------- | -------------------- | --------- | --- |
| Les données manquantes sont à compléter. |                               |                      |           | |
| mars 2001                                | mars 2008                     | Michel Montal        |           | |
| mars 2008                                | En cours (au 14 juillet 2021) | Sébastien Gouttebel, |           | Technicien en chef du développement durable à la DDT de Besse-et-Saint-Anastaise Président de l'association des maires ruraux du Puy-de-Dôme |

## Population et société

### Démographie
L'évolution du nombre d'habitants est connue à travers les recensements de la population effectués dans la commune depuis 1793. Pour les communes de moins de 10 000 habitants, une enquête de recensement portant sur toute la population est réalisée tous les cinq ans, les populations de référence des années intermédiaires étant quant à elles estimées par interpolation ou extrapolation. Pour la commune, le premier recensement exhaustif entrant dans le cadre du nouveau dispositif a été réalisé en 2006.

En 2022, la commune comptait 670 habitants, en évolution de +14,14 % par rapport à 2016 (Puy-de-Dôme : +2,1 %, France hors Mayotte : +2,11 %).
| 1793 | 1800 | 1806 | 1821 | 1831 | 1836 | 1841 | 1846 | 1851 |
| ---- | ---- | ---- | ---- | ---- | ---- | ---- | ---- | ---- |
| 603  | 827  | 690  | 702  | 696  | 733  | 675  | 686  | 717  |

| 1856 | 1861 | 1866 | 1872 | 1876 | 1881 | 1886 | 1891 | 1896 |
| ---- | ---- | ---- | ---- | ---- | ---- | ---- | ---- | ---- |
| 740  | 752  | 728  | 695  | 682  | 685  | 715  | 704  | 700  |

| 1901 | 1906 | 1911 | 1921 | 1926 | 1931 | 1936 | 1946 | 1954 |
| ---- | ---- | ---- | ---- | ---- | ---- | ---- | ---- | ---- |
| 689  | 666  | 640  | 605  | 589  | 601  | 619  | 608  | 609  |

| 1962 | 1968 | 1975 | 1982 | 1990 | 1999 | 2006 | 2011 | 2016 |
| ---- | ---- | ---- | ---- | ---- | ---- | ---- | ---- | ---- |
| 605  | 645  | 621  | 624  | 606  | 563  | 558  | 548  | 587  |

| 2021 | 2022 | - | - | - | - | - | - | - |
| ---- | ---- | - | - | - | - | - | - | - |
| 640  | 670  | - | - | - | - | - | - | - |

## Culture locale et patrimoine

### Lieux et monuments
- Le château de Murol, construit au XIIe siècle et modernisé au XVIe siècle, est assez bien conservé. Il est classé au titre des monuments historiques depuis 1889[33].
- L'église Saint-Ferréol, de style néogothique, est inscrite au titre des monuments historiques depuis 2006, principalement pour les peintures murales réalisées entre 1890 et 1930 par son curé, Léon Boudal[34].
- Au lieu-dit le Suc, l'« Autel des Druides » est une pierre classée au titre des monuments historiques depuis 1948[35] comme mégalithique bien que rien ne l'atteste.
- L'ancienne maison de l'abbé d'Estaing présente un mur décoré d'un panneau armorié. Celui-ci est inscrit au titre des monuments historiques depuis 1975[36].
- Un musée est consacré aux peintres de l'École de Murol dans le parc municipal du Prélong.
- Le lac Chambon.
- Les grottes troglodytiques de Rajat.

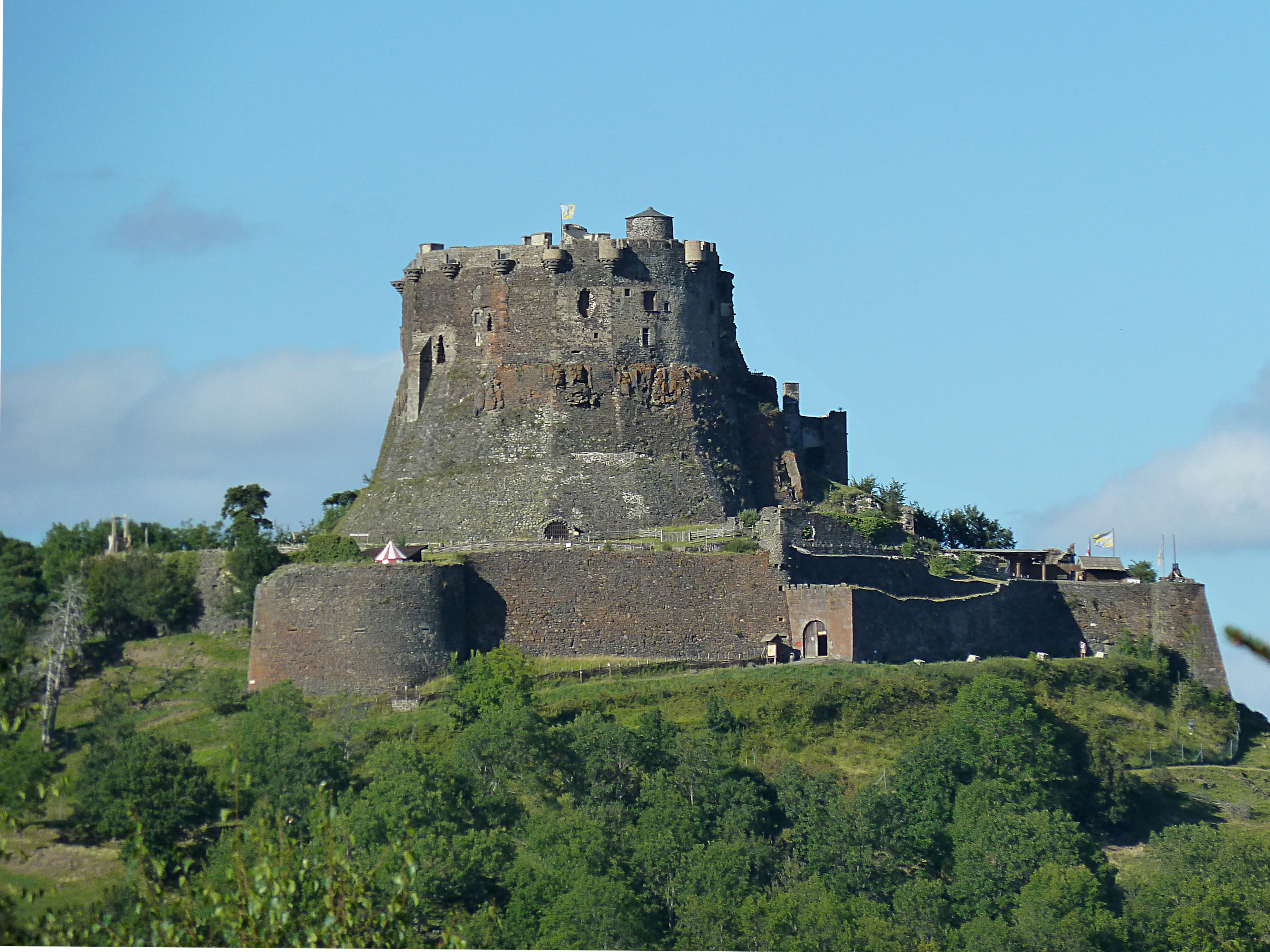
Le château de Murol.
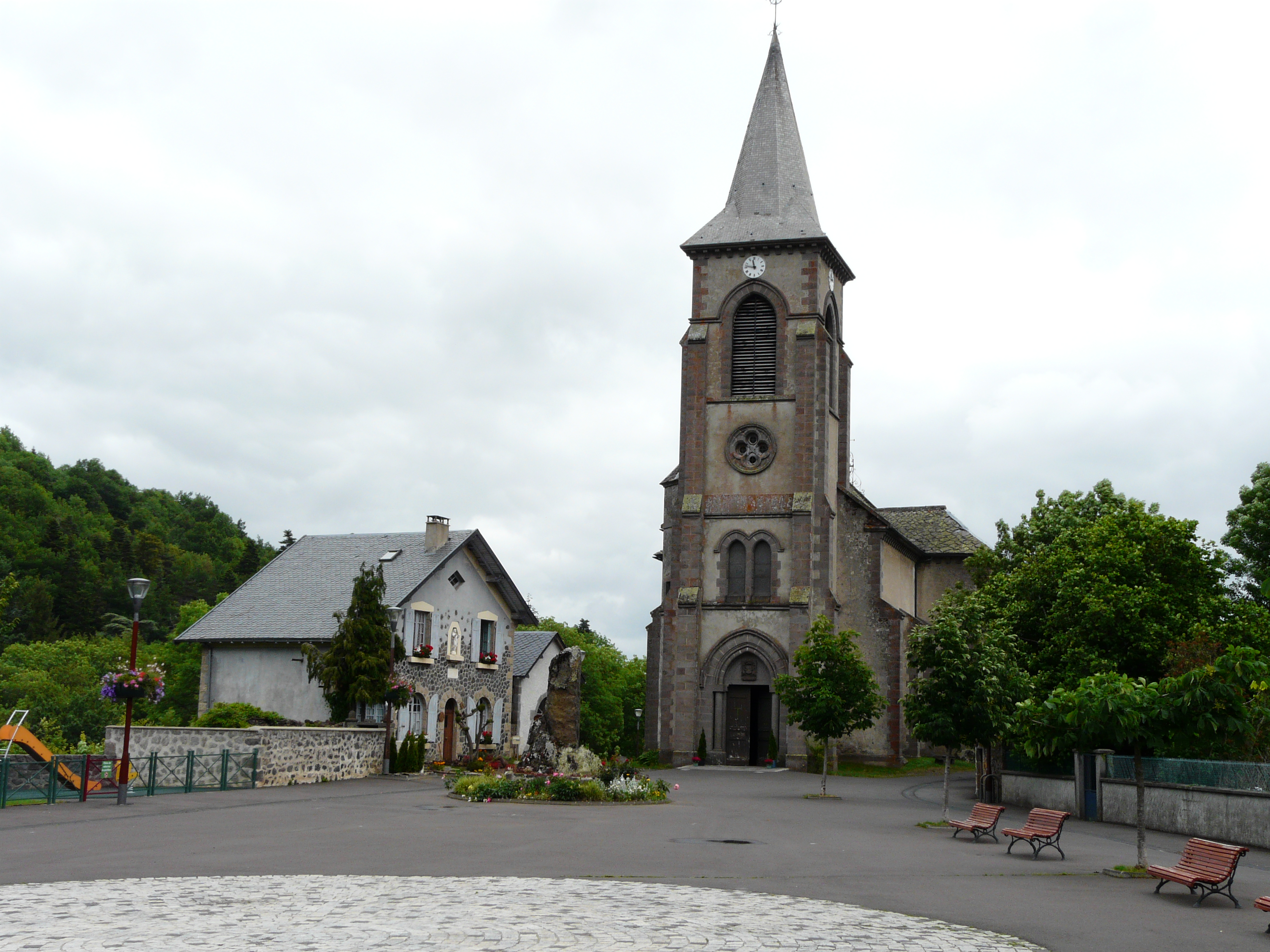
L'église Saint-Ferréol.
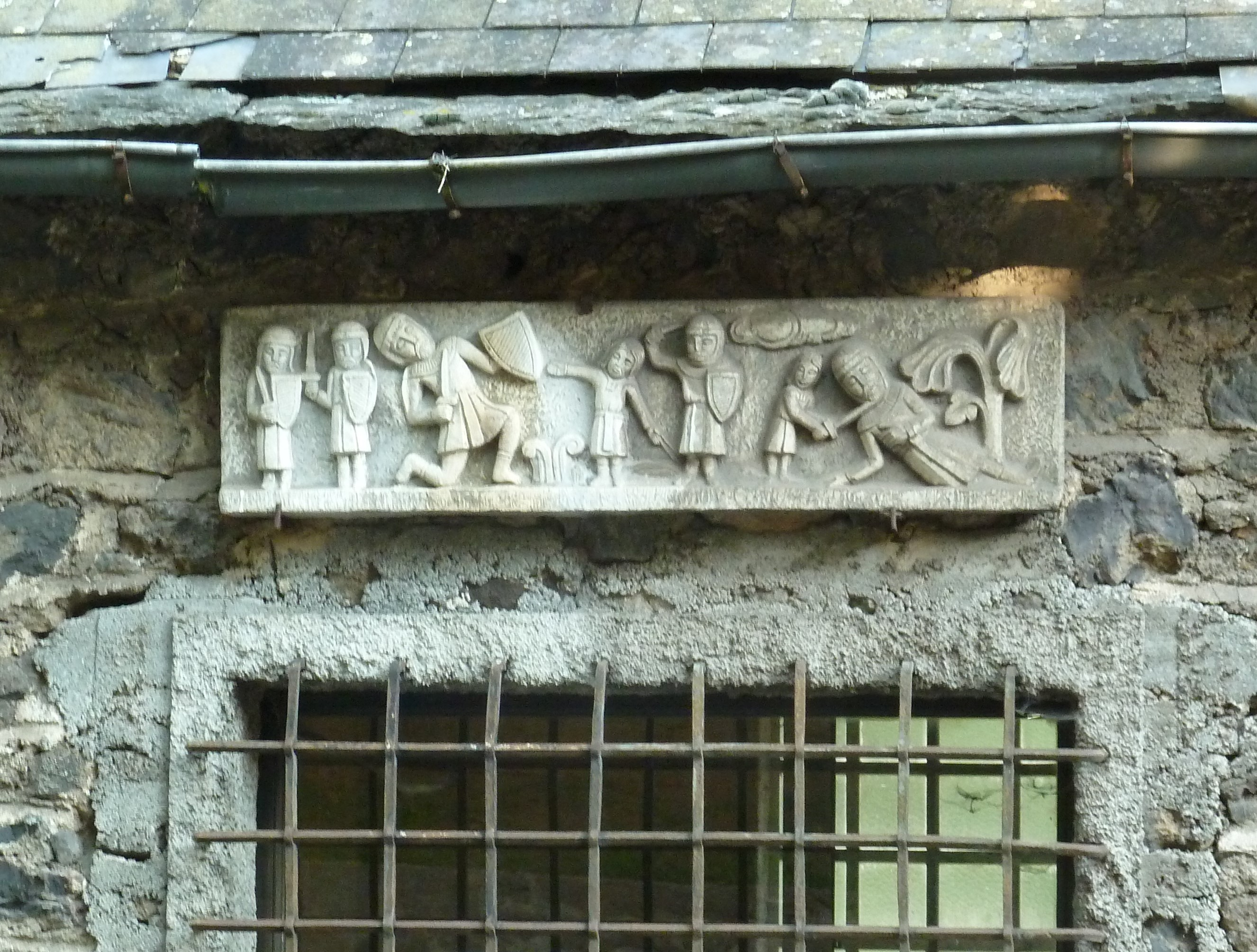
La maison de l'abbé d'Estaing.
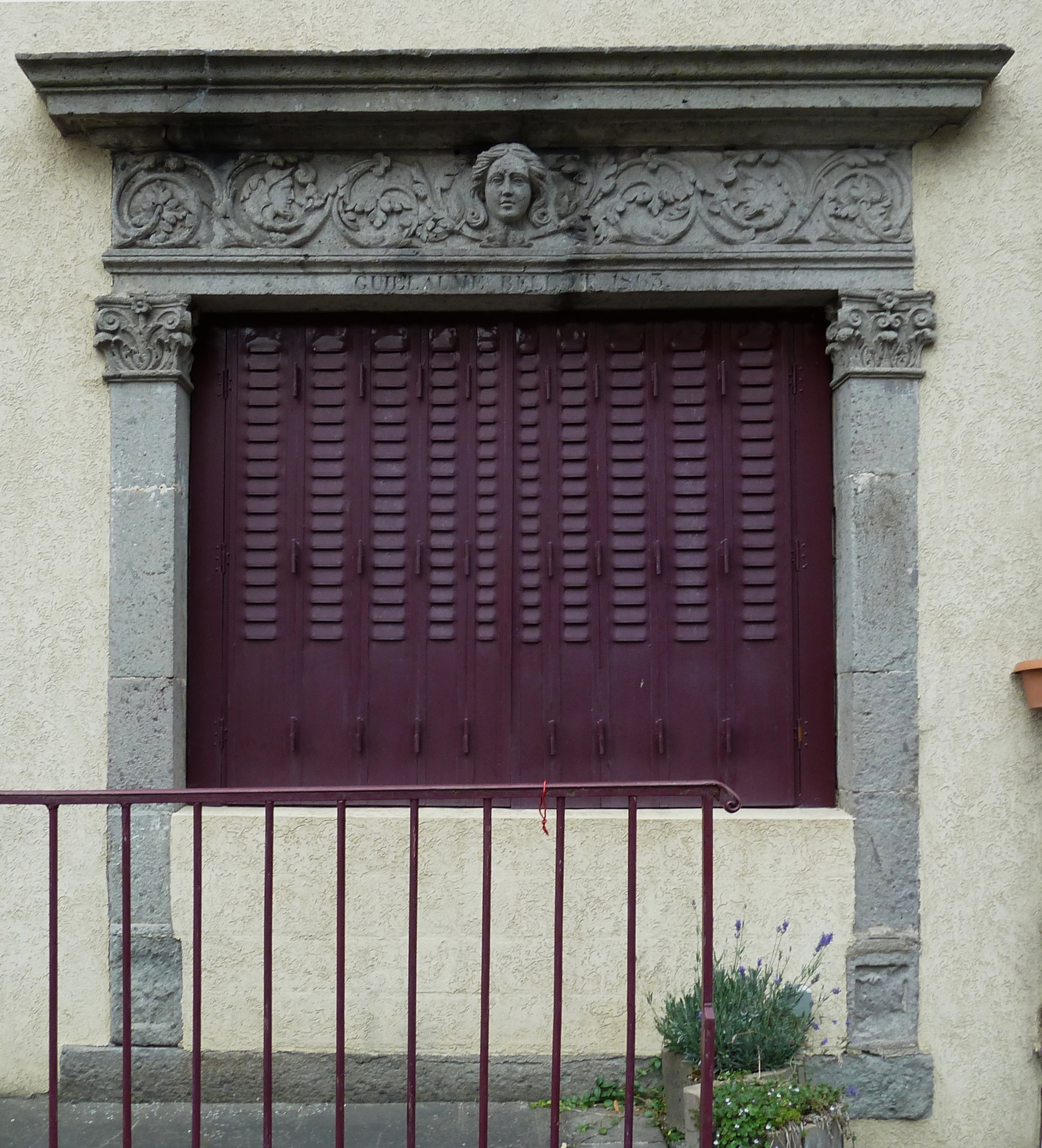
Linteau daté 1863.
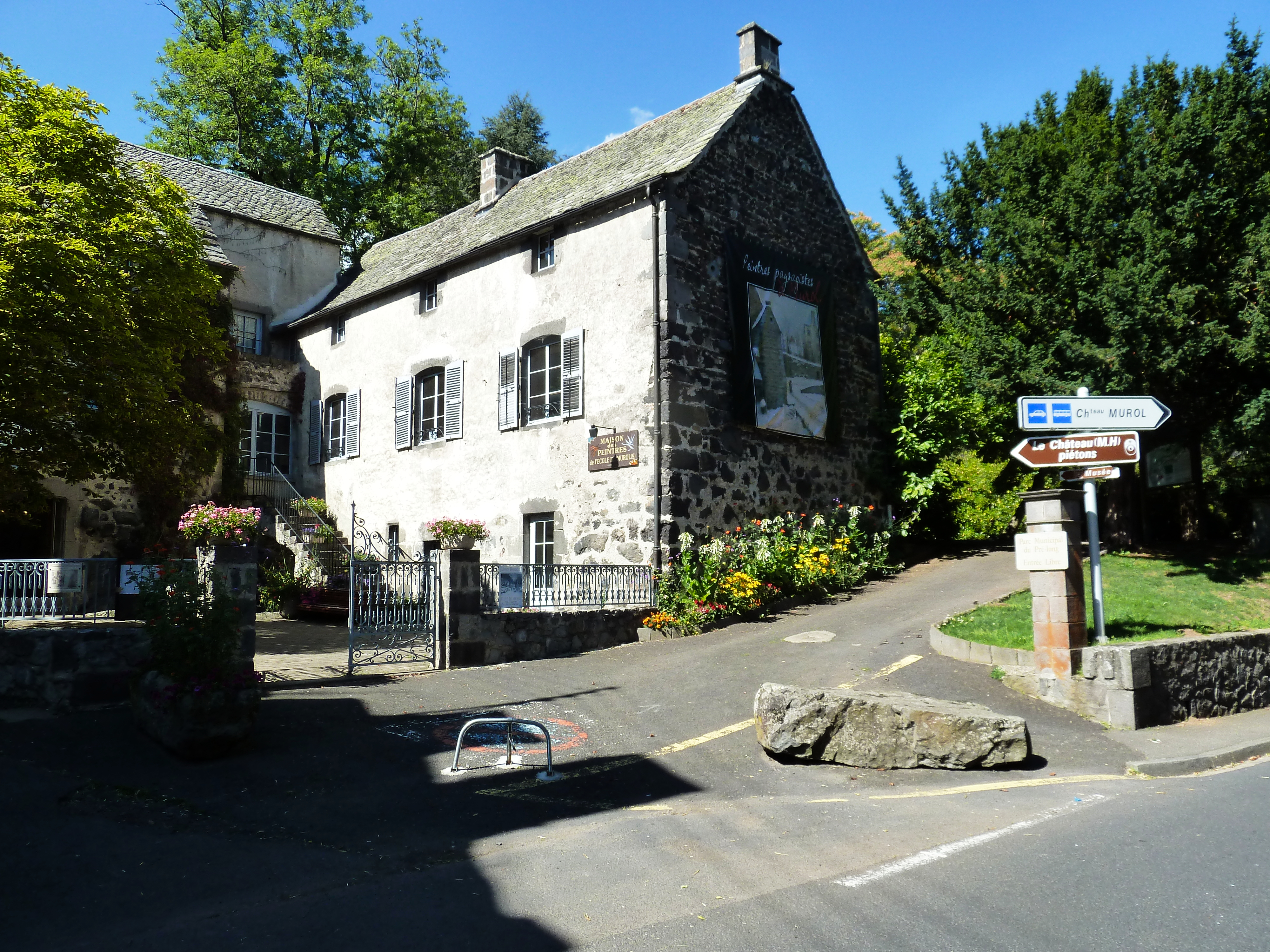
Musée consacré aux peintres impressionnistes.
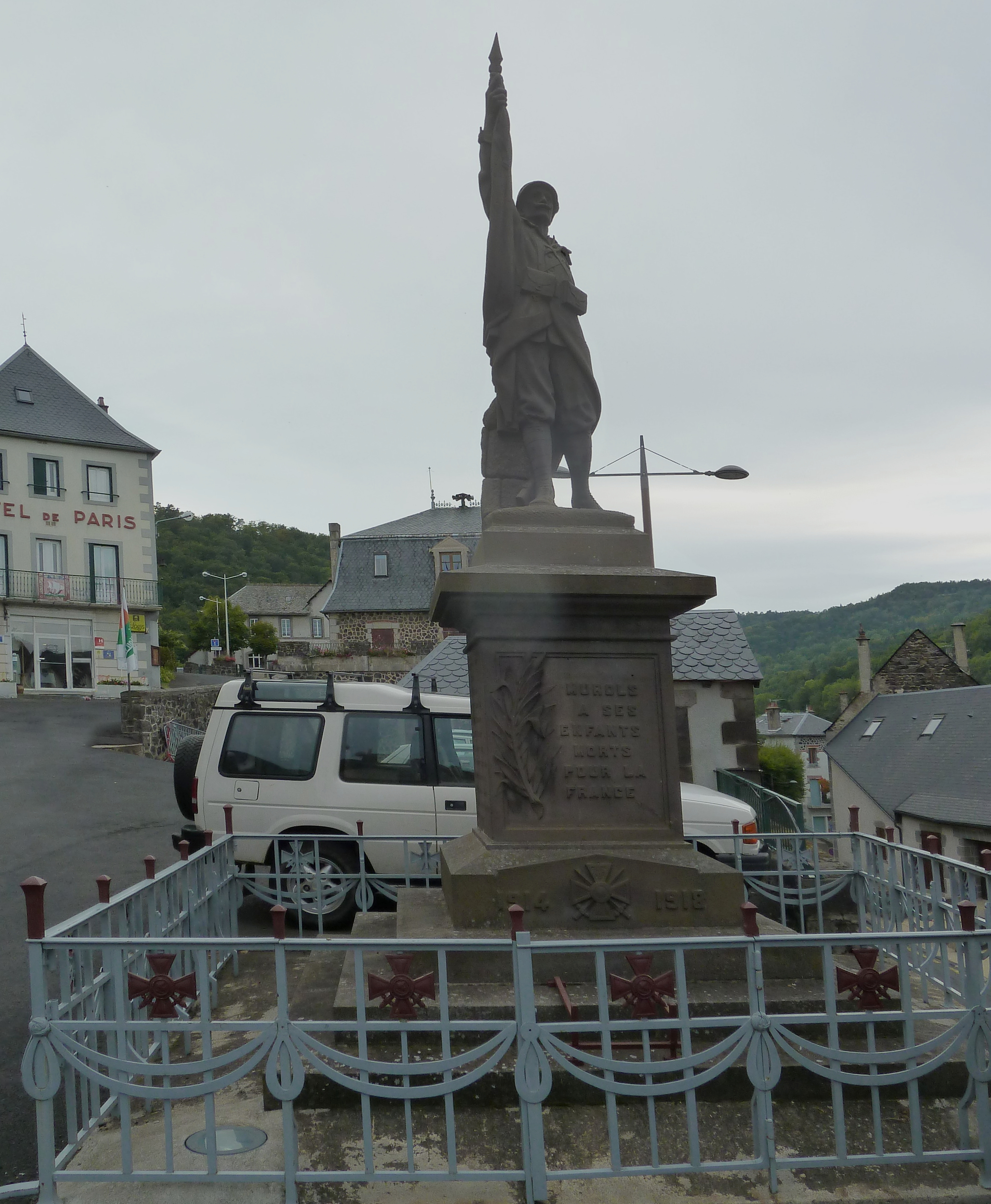
Le monument aux morts.

### Gastronomie
- Ce village a donné son nom à un fromage, le murol du Grand Bérioux.

### Personnalités liées à la commune
- L'abbé Boudal (1858-1934) et le peintre Victor Charreton (1864-1936) ont été les principaux animateurs de l'École de Murol.

### Cinéma
- En 1955, Gilles Grangier tourna plusieurs scènes du film Gas-oil, avec Jean Gabin et Jeanne Moreau. Les tournages eurent lieu au grand carrefour à l'entrée de Murol et sur la D5 montant sur le plateau.
- Une scène du film La Vie très privée de Monsieur Sim y a été tournée en 2014.
- Le film Kaamelott : Premier Volet a été tourné en partie au château de Murol en 2019[37],[38].

### Romans
- L'action du roman de Michel Bussi, Rien ne t'efface (Presses de la Cité, 02/2021, 447 p.  (ISBN 978-2-258-19530-1)) se déroule à Murol[39].